# Amphoe Dan Makham Tia
Amphoe Dan Makham Tia (Thai: อำเภอด่านมะขามเตี้ย) ist ein Landkreis (Amphoe – Verwaltungs-Distrikt) im südlichen Teil der Provinz Kanchanaburi. Die Provinz Kanchanaburi liegt im westlichen Teil der Zentralregion von Thailand an der Grenze zu Myanmar. 

## Geographie
Die benachbarten Landkreise sind (von Norden im Uhrzeigersinn): Amphoe Mueang Kanchanaburi und Amphoe Tha Muang der Provinz Kanchanaburi sowie die Amphoe Chom Bueng und Suan Phueng der Provinz Ratchaburi.
Die wichtigsten Wasser-Ressourcen sind der Mae Nam Khwae Noi (Khwae-Noi-Fluss) und der Mae Nam Phachi (Phachi-Fluss).

## Geschichte
Das Gebiet von Dan Makham Tia war über 200 Jahre lang ein Dorf, welches die Grenze zwischen der Mueang Kanchanaburi und Birma darstellte. Hier gab es in der Vergangenheit kleingewachsene Makham Bäume (Tamarindenbaum), daher wurde das Dorf zuerst „Ban Nong Makham Tia“. Später wurde es dann in Dan Makham Tia umbenannt.
Der Landkreis wurde am 1. April 1990 zunächst als ein „Zweigkreis“ (King Amphoe) geschaffen, indem die drei Tambon Dan Makham Tia, Klondo und Chorakhe Phueak vom Amphoe Mueang Kanchanaburi abgetrennt wurden. Am 8. September 1995 bekam Dan Makham Tia den vollen Amphoe-Status.

## Wirtschaft
- Ausgewählte OTOP-Produkte des Landkreises[3]
  - Sato (สาโท) – alkoholhaltiges Getränk aus Klebreis
  - Salz-Enteneier (ไข่เค็มสมุนไพร)
  - Spargel (Asparagus officinalis Linn.)
  - Leder-Produkte (Herrenschuhe, Hüte)

## Verwaltung

### Provinzverwaltung
Der Landkreis Dan Makham Tia ist in vier Tambon („Unterbezirke“ oder „Gemeinden“) eingeteilt, die sich weiter in 41 Muban („Dörfer“) unterteilen.
| Nr. | Name            | Thai        | Muban | Einw.  |
| --- | --------------- | ----------- | ----- | ------ |
| 1.  | Dan Makham Tia  | ด่านมะขามเตี้ย | 12    | 11.209 |
| 2.  | Klondo          | กลอนโด      | 11    | 07.837 |
| 3.  | Chorakhe Phueak | จรเข้เผือก    | 12    | 10.639 |
| 4.  | Nong Phai       | หนองไผ่      | 06    | 03.857 |

### Lokalverwaltung
Es gibt eine Kommune mit „Kleinstadt“-Status (Thesaban Tambon) im Landkreis:
- Dan Makham Tia (Thai: เทศบาลตำบลด่านมะขามเตี้ย) bestehend aus Teilen des Tambon Dan Makham Tia.

Außerdem gibt es vier „Tambon-Verwaltungsorganisationen“ (องค์การบริหารส่วนตำบล – Tambon Administrative Organizations, TAO)
- Dan Makham Tia (Thai: องค์การบริหารส่วนตำบลด่านมะขามเตี้ย) bestehend aus Teilen des Tambon Dan Makham Tia.
- Klondo (Thai: องค์การบริหารส่วนตำบลกลอนโด) bestehend aus dem kompletten Tambon Klondo.
- Chorakhe Phueak (Thai: องค์การบริหารส่วนตำบลจรเข้เผือก) bestehend aus dem kompletten Tambon Chorakhe Phueak.
- Nong Phai (Thai: องค์การบริหารส่วนตำบลหนองไผ่) bestehend aus dem kompletten Tambon Nong Phai.